# 재키와 머피
재키와 머피(일본어: 大草原の小さな天使 ブッシュベイビー)는 세계명작극장 시리즈의 하나이다. 1992년에 제작했으며, 한국에서는 MBC에서 방영했다. 총 40화로 구성되어 있다.

## 줄거리
1964년 케냐에 살고있는 13세의 영국 소녀 재키 로즈는 케냐의 킬라만자로 산 지역에서 사바나를 여행한다. 재키는 부시베이비라고 하는 병든 동물을 발견하여 입양하고 구출하며 건강을 위해 돌본다. 머피, 재키 그녀의 가족과 친구들은 야생 동물, 밀렵꾼 등을 포함한 많은 여행을 떠난다. 그녀의 아버지가 직장을 잃었을때, 가족은 그들이 태어난 영국으로 돌아갈 준비를 한다. 몸바사에서 떠나기 직전, 재키는 애완동물인 부시베이비 머피의 서류를 잃어버렸다는 것을 깨닫게된다. 그녀는 영국으로 향하는 배를 떠나고 그것은 재키없이 항해를 시작한다. 다행히 그녀는 아버지의 충성스러운 아프리카 조수 텐보를 만나게된다. 텐보는 일부 밀렵꾼의 수출 창고를 감시하고 있으며 이들을 찾고있다. 또한 사람들이 그가 재키를 납치했다고 생각하기 때문에 텐보에 대한 수배가 시작된다. 그들은 위험한 사바나를 건너 밀렵꾼과 경찰관을 쫓아내야한다.

## 등장인물

### 주요 등장인물
자클린 로즈
성우 - 오카모토 마야
본 작품의 주인공. 어릴때부터 아프리카에 매료된 13세 영국 소녀이다.
머피
성우 - 시라토리 유리
재키가 애완동물로 기르는 새끼 부시베이비. 집이 어지러워지고 아서가 운전하는 차로 부상을 입었을 때 도망갔다.
텐보
성우 - 코스기 주로타
야생동물 보호 구역과 재키의 친구를 보호하는 아서의 조수. 캄바 부족의 전직 군인이자 용감한 전사이다.

## 방영 에피소드 목록
1. 여기는 아프리카
2. 머피 살아다오!
3. 코뿔소 생포작전
4. 머피의 우유병
5. 분노의 코끼
6. 머피 병들다
7. 수의사 한나
8. 박사님의 비행기
9. 사라진 머피
10. 수리공 댄무어
11. 어린이 수사대
12. 밀렵군과 박하사탕
13. 수사대의 활약
14. 비비의 습격
15. 신비한 바오밥 나무
16. 비밀의 나무동굴
17. 밀렵단의 정체
18. 조끼 소동
19. 운명의 시작
20. 안개속의 킬라만자로
21. 안녕, 케이트
22. 사라진 허가증
23. 나홀로 아프리카에
24. 머피의 수난
25. 쫓는 사람, 쫓겨나는 사람
26. 밀림의 코끼리들
27. 야생의 탈출
28. 사바나의 법칙
29. 독화살과 하모니카
30. 부드러운 전사 텐보
31. 불길을 향해 달려라!
32. 마사이 부족의 오두막
33. 재키가 넘어지다!
34. 표범과 2명의 전사
35. 비오는 날의 추억
36. 열차가 흐른다!?
37. 머피
38. 잘가, 머피

## 주제가
- 오프닝과 엔딩: 재키와 머피 주제가